# Рогоагуадо
Рогоагуа́до (исп. Rogoaguado), также Уайтунас (Lago Huaytunas), также Хинебра (Ginebra) — большое пресное озеро на северо-востоке Боливии, в департаменте Бени, в междуречье рек Бени (на западе) и Маморе (на востоке), относящихся к бассейну реки Мадейра. Расположено на высоте 197 м над уровнем моря, в увлажнённой северной части возвышенных равнин Боливии, на Амазонской низменности, к северо-востоку от озёр Рогагуадо и Рогагуа. Границы непостоянны. Имеет сток в реку Маморе. Длина озера 35 км, протяжённость побережья — 165 км, площадь — 329,5 км². В восточной части озера находятся два небольших острова.